# Pałkinierzy
Pałkinierzy – żołnierze polscy w powstaniu styczniowym uzbrojeni w drewniane pałki i maczugi. W sytuacjach gdy zabrakło do rozdania broni palnej, czy kos to zgłaszającym się ochotnikom rozdawano cokolwiek co mogło posłużyć za broń, w tym drewniane pałki i maczugi. Znany jest jeden pododdział powstańczy składający się pałkinierów.
Powstaniec styczniowy służący w pałkinierach tak w swoich wspomnieniach opisał początki służby:

Przy podziale broni, otrzymałem sękatą pałkę w rodzaju maczugi, płócienną próżną torbę, łyżkę drewnianą i kozik z krzesiwem. Na komendę: „na ramię broń!” wziąłem pałkę na ramię a po komendzie: „marsz!” ruszyłem w pochód za granicę. Oddział składał się z około 800 ludzi, pomiędzy, którymi 300 kosynierów, a 80 pałkinierów. Kawaleria dość okazała liczyła 130 koni.

We wspomnieniach pojawiają się informacje, że odpowiednio użyci pałkinierzy mogli odnieść sukcesy w walce:

W popłochu pomieszani kozacy z dragonami rzucili się na most, a my w tej chwili spod mostu. Część zobaczywszy wybiegających, zawczasu rzuciła się bokiem na lód i pomimo strat poniesionych przez celne strzały naszych w gorszą broń zaopatrzonych strzelców, ocalała. Reszta zbita na moście, witana z przodu strzałami wymierzonymi prawie w oczy, tłuczona maczugami z boku, dźgana lancami z tyłu, po krótkim hałaśliwym oporze rzuciła broń i poddała się. Oprócz wziętych w polu poddało się na moście 180 prawie samych strasznych dragonów, a tym większa dla nich hańba, że musieli broń złożyć przed pałkami powstańców.